# Gartenlaubkäfer
Der Gartenlaubkäfer (Phyllopertha horticola) ist ein Käfer aus der Familie der Blatthornkäfer (Scarabaeidae). Gelegentlich wird er auch irreführend „Junikäfer“ genannt. Allerdings werden vor allem der Gerippte Brachkäfer (Amphimallon solstitiale), aber auch andere Vertreter der Gattungen Amphimallon und Rhizotrogus (wie zum Beispiel Rhizotrogus marginipes) so bezeichnet.

## Merkmale
Gartenlaubkäfer werden 8,5 bis 11 Millimeter lang. Die Flügeldecken sind hellbraun gefärbt, während der Rest des Körpers metallisch schwarzgrün glänzt. Die Fühler sind sehr kurz und enden in einem Fächer aus drei Lamellen. Der Körper ist dicht behaart. Kopf und Thorax sind fein granuliert. Auf jeder Flügeldecke sind sechs Längsstreifen aus Punkten zu erkennen.

### Ähnliche Arten
- Japankäfer (Popillia japonica)
- Kleiner Julikäfer (Anomala dubia)

## Vorkommen
Die Käfer sind in Europa und Asien verbreitet. Im Norden reicht ihre Verbreitung bis ins mittlere Fennoskandien und schließt die Britischen Inseln ein, in Südeuropa tritt er in den Gebirgen auf und fehlt in Spanien und Italien fast völlig. Man findet sie auf Wiesen und Feldern, in Gärten, Hecken und an Waldrändern vom Flachland bis in Gebirgslagen. In Mitteleuropa ist die Art weit verbreitet und häufig.

## Lebensweise und Entwicklung
Die tagaktiven Tiere fliegen meist auf der Suche nach Nahrung herum. Sie ernähren sich sowohl von Eichen-, Hasel- und Birkenblättern als auch von Kirsch- und Rosenblüten. Selten kommt es bei einem Massenauftreten des Käfers zu erheblicheren Schäden. Die Larven oder Engerlinge leben im Boden und ernähren sich von Pflanzenwurzeln. Da sie sehr klein sind, kommt es auch bei zahlreichem Auftreten nicht zu größeren Schäden. Im April des folgenden Jahres wandern sie in tiefere Bodenschichten ab, um sich dort zu verpuppen und im Mai als Imago zu schlüpfen.

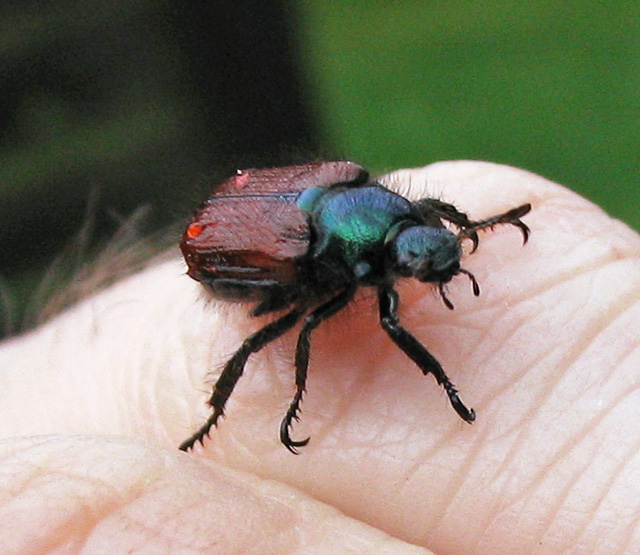
Gartenlaubkäfer